# Manuela Di Centa
Manuela Di Centa (n. 31 ianuarie 1963, Paluzza, Friuli-Veneția Giulia, Italia) este o politiciană ce a reprezentat Italia, medaliată olimpică. A participat la 4 ediții ale Jocurilor Olimpice (1988, 1992, 1994, 1998) în care a câștigat o medalie de argint.